# Ethel McClellan Plummer
Ethel McClellan Plummer (1888 – 1936) fue una artista estadounidense que residió principalmente en Nueva York. Trabajó principalmente con dibujo, grabado y pintura.  Fue Vicepresidenta de la Sociedad de Ilustradores y Artistas, expuso en la Sociedad de Artistas Independientes en 1910, en el MacDowell Club en 1915, en la Exposición de Pintura y Escultura de Mujeres Artistas para la Campaña del Beneficio de la Mujer en la Galería Macbeth en 1915. Además trabajó como ilustradora para varias revistas, incluidas Life, Vogue, Shadowland y Vanity Fair.